# チェーンカッター

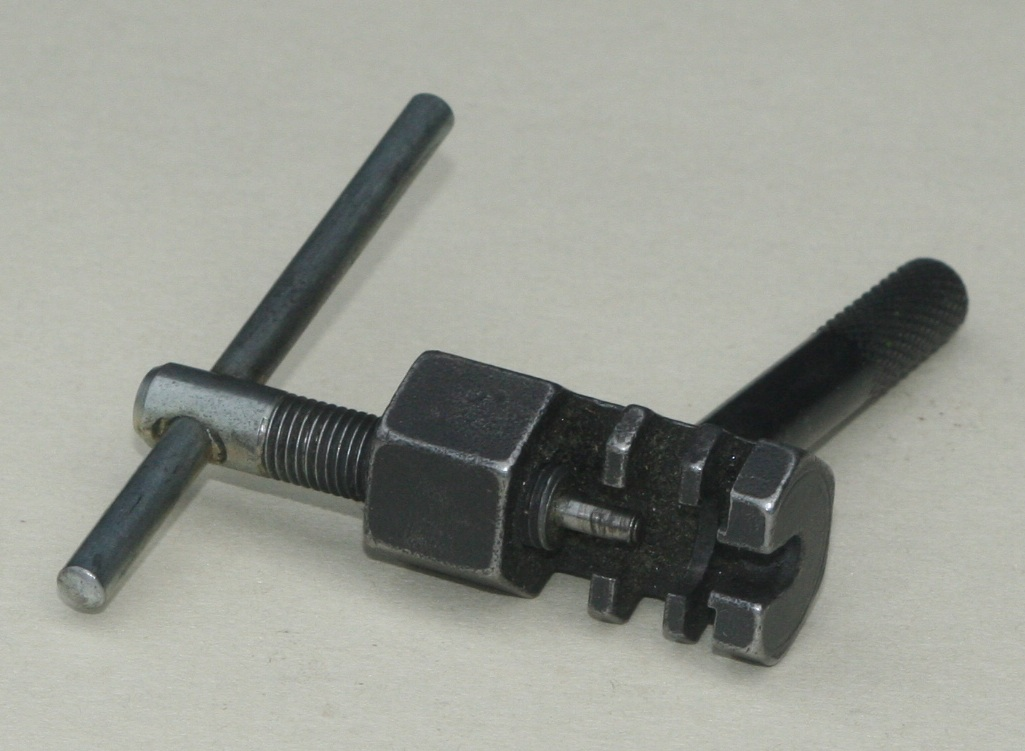
チェーンカッター

チェーンカッター (英: chain tool) は、自転車やオートバイなどに用いられているローラーチェーン（以下チェーン）を切ったり繋いだりする工具である。
自転車のチェーンは、小さなコマが鎖状に繋がった構造になっている。コマを構成する部品であるピン（軸棒）を、チェーンカッターで押し出したり、圧入したりすることで、チェーンを任意の箇所で切断、接続できる。
日本語ではカッターという名前がついているが、刃をもちいて切削加工するわけではなく、チェーンを繋いでいるコマを分解して切り離す。

## 使用方法

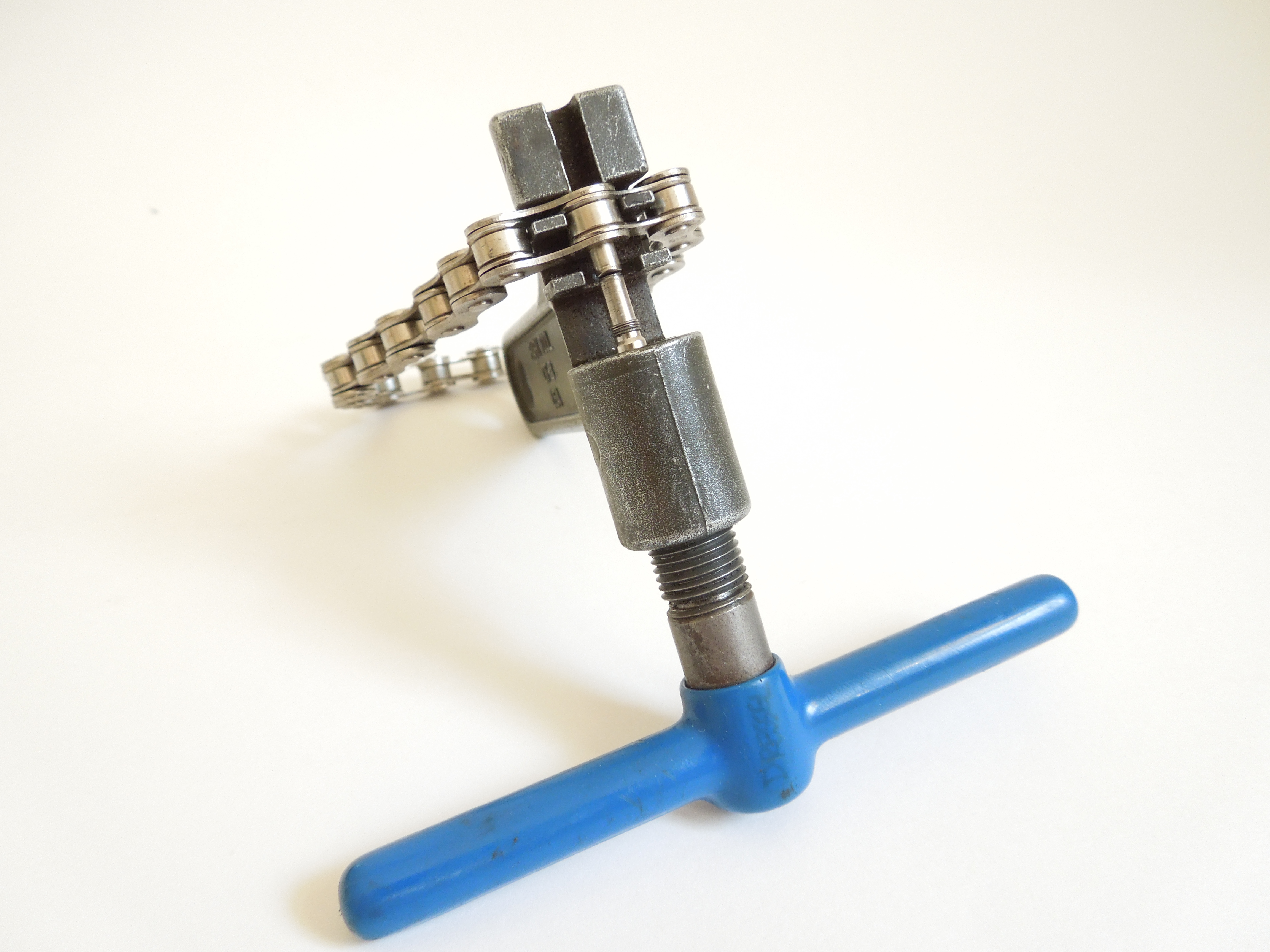
チェーンカッターでチェーンを繋ぐ

チェーンカッターはチェーンの形状（幅やピッチ、条数）にあったものを用いて作業する。
チェーンを切断する場合
本体の凹んだ部分にあるレール上にチェーンを置く。ハンドルを手で回していくと、ハンドルに繋がったネジの先端がチェーンのピンに当たり、次いで横から押し出していく。最後までピンを押し出すと、繋がっていたコマが分離しチェーンは切断される。
チェーンを繋ぐ場合
回転するネジの先端と、同様に置いたチェーンの穴との間に後述のアンプルピンを置き、ハンドルを回してこれを押し込む。ピンを最後まで押し込んだら、反対側に飛び出たピンの細い先端部分を、くびれ部分で折って取り去る。
基本的には、押し出したピンは再利用せず廃棄し、新しく「アンプルピン」と呼ばれる接続専用のピンを使用する。これは一度ピンを押し出したコマの穴が、少しだけ広がってしまい、再び同じピンを圧入すると元よりも緩い状態となり、その部分が切れやすくなる問題のためである。これを解決するために、アンプルピンはテーパー形状をしており、圧入時にわずかだけ穴を広げながら進んでいく。また先端が細くなっていることは、圧入の作業を容易にする目的もある。ちなみに自転車のチェーンでは、8速用、9速用など変速段数によってチェーンの幅が異なり、アンプルピンの太さも違う。